# Lautaro Parisi
Lautaro Joel Parisi (General Pico, 1º gennaio 1994) è un calciatore argentino, attaccante del San Miguel.

## Caratteristiche tecniche
È un centravanti.

## Carriera
È cresciuto nel settore giovanile dell'Argentinos Juniors.
Ha debuttato in Primera División il 30 luglio 2019 disputando con l'Arsenal Sarandí l'incontro vinto 1-0 contro il Banfield.

## Statistiche
Statistiche aggiornate al 22 agosto 2019.

### Presenze e reti nei club
| Stagione          | Squadra           | Campionato        | Campionato | Campionato | Coppe nazionali | Coppe nazionali | Coppe nazionali | Coppe continentali | Coppe continentali | Coppe continentali | Altre coppe | Altre coppe | Altre coppe | Totale | Totale | Totale |
| Stagione          | Squadra           | Comp              | Pres       | Reti       | Comp            | Pres            | Reti            | Comp               | Pres               | Reti               | Comp        | Pres        | Reti        | Pres   | Reti   |        |
| ----------------- | ----------------- | ----------------- | ---------- | ---------- | --------------- | --------------- | --------------- | ------------------ | ------------------ | ------------------ | ----------- | ----------- | ----------- | ------ | ------ | ------ |
| 2016-2017         | Ferro (GP)        | TA                | 17         | 2          | CA              | 0               | 0               |                    | -                  | -                  |             | -           | -           | 17     | 2      |        |
| 2017-2018         | Ferro (GP)        | TA                | 24         | 10         | CA              | 2               | 0               |                    | -                  | -                  |             | -           | -           | 26     | 10     |        |
| Totale Ferro (GP) | Totale Ferro (GP) | Totale Ferro (GP) | 41         | 12         |                 | 2               | 0               |                    | -                  | -                  |             | -           | -           | 43     | 12     |        |
| 2018-2019         | Guillermo Brown   | PN                | 22         | 7          | CA              | 0               | 0               |                    | -                  | -                  |             | -           | -           | 22     | 7      |        |
| 2019-2020         | Arsenal Sarandí   | PD                | 4          | 1          | CA              | 0               | 0               |                    | -                  | -                  |             | -           | -           | 4      | 1      |        |
| Totale carriera   | Totale carriera   | Totale carriera   | 67         | 20         |                 | 2               | 0               |                    | -                  | -                  |             | -           | -           | 69     | 20     |        |